# Diebsturm (Schaffhausen)

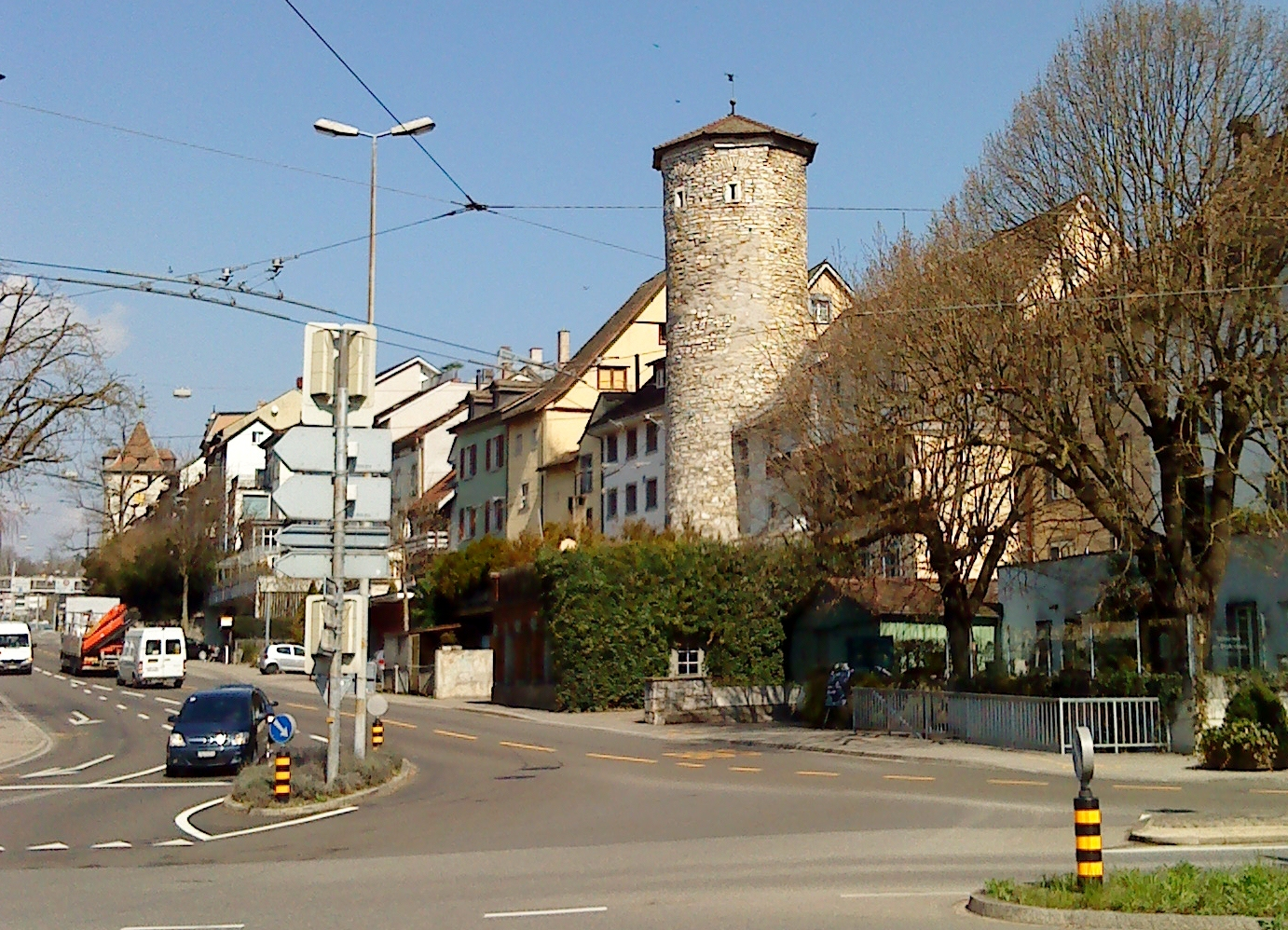
Der „untere Diebsturm“ mit Grabenstrasse.

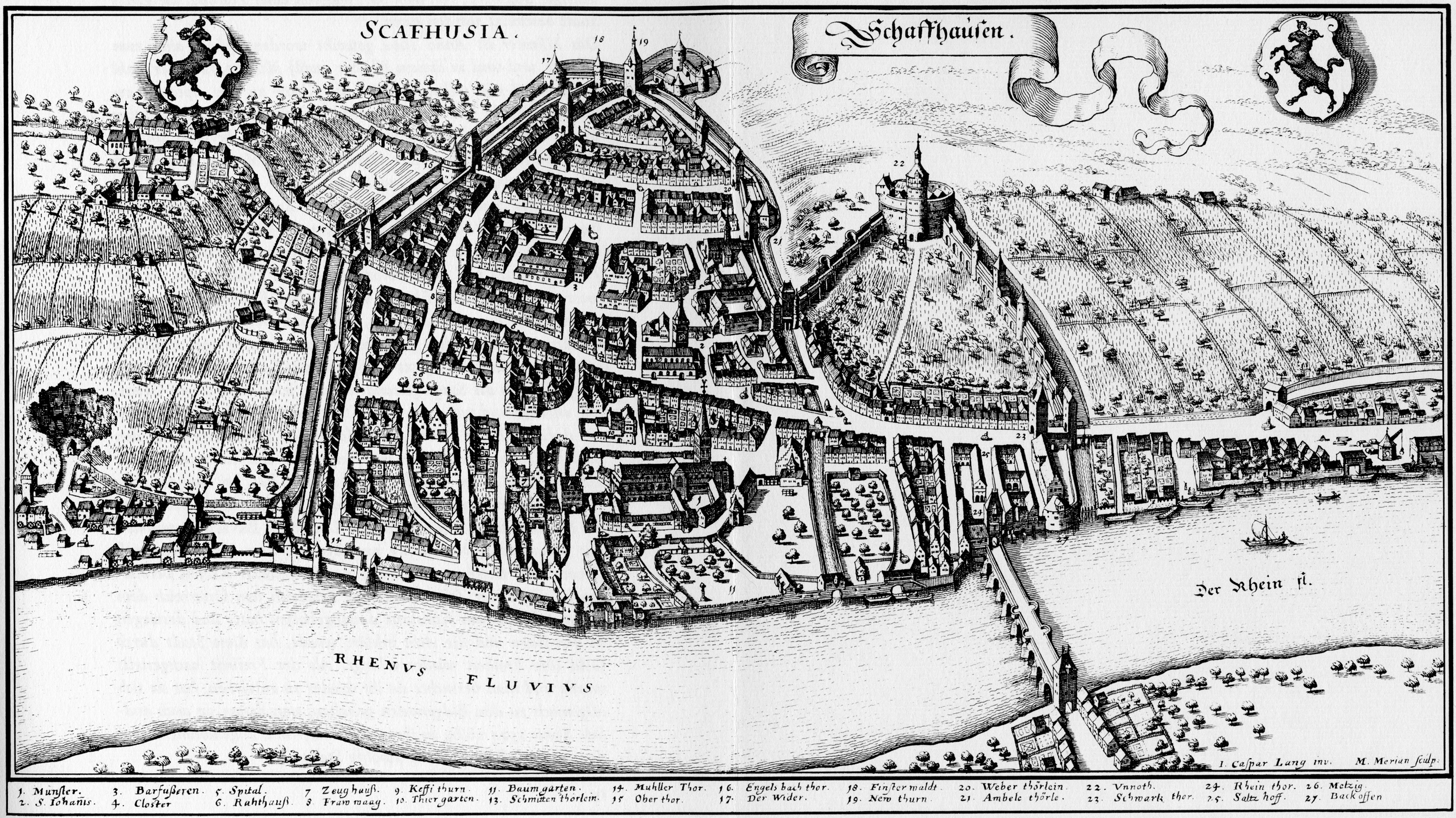
Merian von 1642: Die Diebstürme liegen an der westlichen Stadtmauer.

Die beiden Diebstürme waren ein Bestandteil der westlichen mittelalterlichen Stadtbefestigung von Schaffhausen/Schweiz. Die Rundtürme mit polygonalem Zeltdach wurden über viele Jahre als Gefängnis genutzt. Erhalten geblieben ist nur der untere Diebsturm.

## Erbauung
Das genaue Jahr ihrer Erbauung ist nicht bekannt. Der untere Diebsturm wurde 1414 erstmals als «nieder diepthurm» urkundlich als Teil der Stadtmauer erwähnt.

## Unterer Diebsturm
Der untere Diebsturm steht in der Neustadt 13 beim Haus «Zum Schleifstein». Von dort aus gelangt man durch eine gotische Spitzbogentür in den Turm. In seiner ganzen Höhe von 20,7 m ist er am besten von der Grabenstrasse her sichtbar. Die Strasse trägt ihren Namen, da sie im ehemaligen Stadtgraben verläuft. Der kahle Rundturm wurde auf einem gewachsenen Kalkfelsboden aus Kalkbruchsteinen erbaut. Die Mauerdicke variiert zwischen 2 Metern am Boden und 1,25 Metern zuoberst. Der Turm ragt zu einem Fünftel über die Häuserreihe der Neustadt heraus. Diese Häuser waren früher Teil der ehemaligen Stadtmauer. Der Turm ist fensterlos und hat nur schmale Scharten. Der Rundturm geht gegen das Dachgesimse in ein gleichmässiges Achteck über. Darüber folgt das 1820 erneuerte und 1,9 Meter hohe Zeltdach.
Da der Diebsturm von aussen her schwer zugänglich ist, kann er nicht genutzt werden. Die einzige Treppe besteht aus in die unverputzten Wände geschlagenen Bügeln. Während des Zweiten Weltkriegs baute man 1942 einen Luftschutzunterstand in den Turm ein. Seit Kriegsende wird der Turm nicht mehr genutzt, nur Vögel nisten darin. 1954 erwarb die Stadt Schaffhausen den Turm für 12'000 Franken von Fritz Baldinger. 1995 wurden das Dach und ein Teil der Fassade saniert.

## Oberer Diebsturm
Der obere Diebsturm stand früher an der Neustadt 33. Der Stadtrat bewilligte am 19. Februar 1858 dem damaligen Besitzer und Dekorationsmaler Jakob Wüscher den Abbruch des Turms. An seiner Stelle wurde eine Werkstatt errichtet. Die Bewilligung wurde unter der Bedingung erteilt, dass der Turm gänzlich abgebrochen wird.

## Quelle
- Stadtarchiv Schaffhausen

Koordinaten: 47° 41′ 39″ N, 8° 37′ 55,4″ O; CH1903: 689591 / 283297